# Mate Cosido (film, 1962)
Pour plus de détails, voir Fiche technique et Distribution.
Mate Cosido est un film argentin en noir et blanc réalisé par Goffredo Alessandrini sur la base du scénario de Nathán Pinzón sorti le 28 juin 1962 et mettant en vedette Carlos Cores, Fernanda Mistral, Enrique Kossi et Inés Moreno. Avec le film inédit Rumbos damnos, ce sont les seuls films tournés en Argentine par le réalisateur né au Caire, époux unique d'Anna Magnani qui a eu une longue carrière dans le cinéma européen, et avec Luciano Serra il remporte le Lion d'Or du meilleur film italien et sera l'un des meilleurs réalisateurs pendant le fascisme.

## Synopsis
La légende du criminel de Tucumán est surnommé « Mate Cosido » à cause des cicatrices sur son visage.

## Distribution
- Carlos Cores : alias "Mate Cosido"
- Fernanda Mistral : Julia Delgado
- Enrique Kossi : Roque
- Inès Moreno : Juanita
- Elda Dessel : Brune
- Marco David : Gino
- Mercedes Alberti :Dina
- Joaquín Petrosino : Calabrés
- Victor Catalano : Don Juan
- Eduardo de Labar :Estanciero
- Miguel Paparelli : Prêtre 1
- Luis Orbegoso : Garde dans un camion
- Eduardo Galán
- Jaime Saslavski
- Osvaldo Balado : Panchito
- Nelson Macias
- Rafael Chumbita : Détective
- Jorge Villoldo : Prêtre 2